# Marlies Behrens
Marlies Behrens (* 1939 in München) ist eine ehemalige deutsche Schönheitskönigin und Schauspielerin (auch unter dem Namen Marla Behrens) sowie Fotomodell.
Am 21. Juni 1958 wurde die 19-jährige Hotelsekretärin aus München in Baden-Baden zur Miss Germany gewählt.
Bei der Miss Universe 1958 am 26. Juli in Long Beach (Kalifornien, USA) erreichte sie das Halbfinale.

## Filmografie
- 1959: Affäre in blond (Med fara för livet)
- 1959: Freddy unter fremden Sternen
- 1961: Reptilicus
- 1961: Solunski atentatori
- 1961: Der Hochtourist
- 1961: Robert und Bertram